# Anàleg estructural
Un anàleg estructural en la química anàleg químicament o simplement un anàleg, és un compost químic que té una estructura similar a la d'un altre, però difereix d'ell respecte un cert component.
Pot diferir en un o més àtoms, grups funcionals, o sub-estructures, les quals estan substituïdes amb altres àtoms, grups, o sub-estructures. Un anàleg estructural es pot imaginar que està format, com a mínim des del punt de vista teòric, a partir de l'altre compost.
Malgrat l'alta similitud química, els anàlegs estructurals no són necessàriament anàlegs funcionals; poden tenir propietats físiques, químiques, bioquímiques i/o farmacològiques molt diferents.
Durant el desenvolupament d'un fàrmac se sintetitzen un gran nombre d'anàlegs estructurals d'un compost inicial principal i se'n proven els seus efectes com una part de l'estudi de les relacions estructura-activitat.
- Metanol
- Silanol